# Universidad Paris-Sorbonne-Abou Dabi
La Universidad Sorbonne-Abu-Dhabi (en francés: Université Sorbonne-Abu-Dhabi) es una universidad localizada en Abu Dabi. 
El primer curso se llevó a cabo el 7 de octubre de 2006. La instalación se abre oficialmente solo después del 18 de noviembre de 2006.
Con motivo del Salón Internacional de la Aeronáutica y el Espacio de París-Le Bourget 2017, la Universidad firmó un acuerdo de cooperación con la École nationale de l'aviation civile para enseñar a un maestro en la aviación se extiende y su experiencia en una nueva área.

## Facultades
- Arqueología e historia del arte
- Economía y Gestión
- Derecho
- Geografía y Planificación
- Historia
- Lenguas extranjeras
- Idiomas modernos (lengua y literatura francesa)
- Filosofía y Sociología
- Física